# Andreas Bentsen
Andreas Peter Bentsen (døbt Bentzen) (født 9. marts 1839 i Kvanløse, død 17. maj 1914 i Vallekilde) var en dansk arkitekt, far til Ivar Bentsen.

## Virke
Andreas Bentsen var søn af lærer Georg Philip Bentzen og Ane Kirstine Jensdatter og tilhørte højskolemiljøet. Han var i lære hos tømrer Kruse på Krabbeslund 1857, blev svend 1867 og gik på Blågård Seminarium 1861-1864. Hans historiske interesse for arkitektur blev formentlig vakt, da han i 1858 arbejdede hos en møllebygger i Roskilde. Gennem Ernst Trier, som havde været hans lærer på Blågård, knyttedes Bentsen senere til Vallekilde Højskole, hvor Trier nu var forstander. Hans ambition var at oprette en håndværkerskole, hvilket også skete. Den nye skole uddannede mange gode håndværkere, som Bentsen anvendte til opførelsen af de 11 nye valgmenighedskirker, som han selv tegnede, heriblandt Betlehemskirken i Ubberup. De nye kirker, der enten var langkirker uden kor eller ottekantede centralkirker, blev symptomatiske på den forening af præst og menighed som grundtvigianismen tilstræbte.
Bentsen formgav nogle fine trækonstruktioner, bl.a. i kirkerne i Balle og Lemvig, hvor håndværkerne kunne vise deres formåen, f.eks. i nogle steder med halvcirkelbuer af sammenrullede brædder. Hans forbilleder til disse var sikkert studier af Ringebu og Borgund stavkirker, som han havde set på en rejse i Norge 1873. Bentsens mest kendte værk er Øvelseshuset i Vallekilde, som han tegnede 1884 sammen med en ung Martin Nyrop, der kom til at præge Bentsens senere virke i retning af en friere brug af de historiske forbilleder. Hans første kirker er i en noget mager nyromansk stil inspireret af J.D. Herholdt, udvendigt af røde maskinsten og dækket med skifer.
Bentsen var formand i overbestyrelsen for De Danske Skytteforeninger indtil 1910, Ridder af Dannebrog og Dannebrogsmand.

## Ægteskaber
Han blev gift 1. gang 1. maj 1874 i Ubberup med Emilie Sophie Frederikke Lavigne (født 1. maj 1851 i Lynge ved Sorø, død 23. maj 1888 i Vallekilde), datter af lærer Otto Christian Lavigne og Johanne Caroline Louise Grubb. 2. gang giftede han sig 29. april 1890 i Ubberup med Hanne Lavigne (født 23. oktober 1852 i Lynge, død 22. oktober 1911 i Vallekilde), søster til forrige hustru. Han er begravet i Vallekilde. Sønnen Ivar Bentsen overtog ledelsen af håndværkerskolen.

## Værker
- Triers svinehus (1869)
- 8 fag af østre udhus (1870, antagelig på Vallekilde Højskole)
- Ubberup Valgmenighedskirke (1872-73, våbenhus, klokketårn og ligkapel tilføjet 1906)
- Rejsestald og præstegård, Ubberup (1872-73)
- Høve Valgmenighedskirke (1879-80)
- Håndværkerskolen, Vallekilde (1880)
- Vallekilde Valgmenighedskirke (1882, senere ombygget)
- Lemvig Valgmenighedskirke (1883)
- Balle Valgmenighedskirke (1884)
- Klim Valgmenighedskirke (1884)
- Vallekilde øvelseshus (1885, sammen med Martin Nyrop, fredet)
- Hjørlunde Valgmenighedskirke (1886, nedrevet før 1970)
- Væve- og sløjdskole, Vallekilde (ca. 1888)
- Eskebjerg Forsamlingshus (1889)
- Kappelanbolig, Ubberup (1893)
- Danebod Kirke, Tyler USA (1893)
- Frederiksborg Højskole, Hillerød (1895)
- Bovlund Kirke (1896)
- Dalby Valgmenighedskirke (1898)
- Hogager Kirke (1899)
- Stenderup Kirke (1902)
- Ildved Kirke (1908)

I arkivet på Vallekilde Højskole findes en oversigt over Andreas Bentsens værker i årene 1869-1891, udarbejdet af Bentsen selv.